# Bruno Maisonnier
Bruno Maisonnier est un ingénieur français formé au Lycée du Parc à Lyon puis à l’École Polytechnique  et Télécom Paris, fondateur de la société Aldebaran Robotics rachetée en 2012 par SoftBank Robotics.
Il a notamment contribué au développement du robot pédagogique NAO.